# غوستافو لورينزيتي
غوستافو لورينزيتي (بالإسبانية: Gustavo Lorenzetti)‏ (10 مايو 1985 بروساريو في الأرجنتين - ) هو لاعب كرة قدم أرجنتيني في مركز الوسط. لعب مع روزاريو سنترال ونادي أونيفرسيداد دي تشيلي ونادي كوكيمبو أونيدو وأونيفرسيداد دي كونسيبسيون ‏.

## وصلات خارجية
- غوستافو لورينزيتي على موقع قاعدة بيانات كرة القدم.إي يو (الإنجليزية)
- غوستافو لورينزيتي على موقع Soccerway.com (الإنجليزية)
- غوستافو لورينزيتي على موقع عالم كرة القدم.نت (الإنجليزية)
- غوستافو لورينزيتي على موقع AS.com (الإسبانية)